# Holmeviken

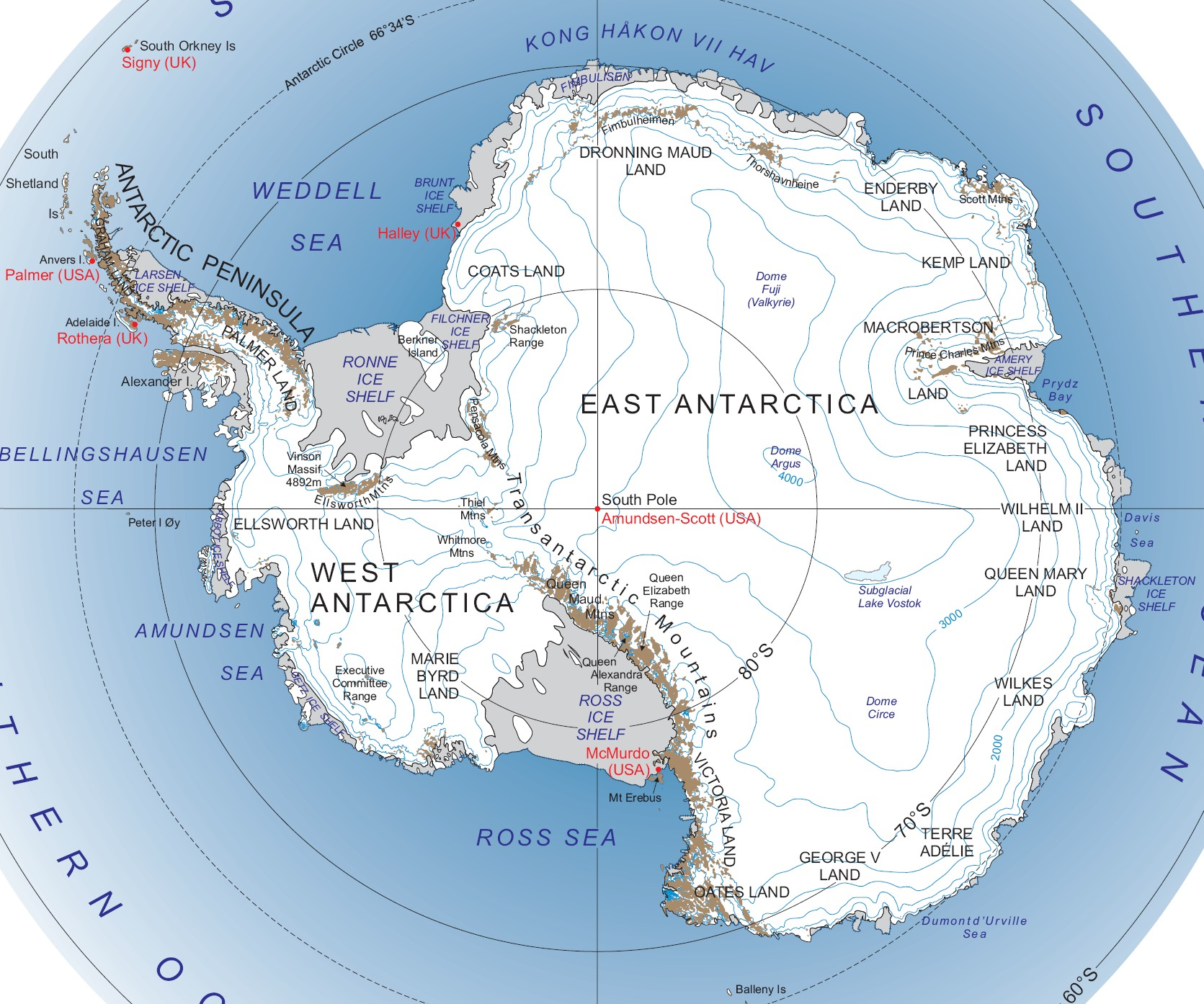
Lägeskarta, Holmeviken i kartans högra del.

Holmeviken (engelska: Holme Bay) är en antarktisk oas i östra Antarktis.

## Geografi
Holmeviken ligger i Östantarktis i Mac. Robertson land mellan Stillwell Hills och Amerys shelfis.
Området är cirka 38 km brett och 8 km långt och sträcker sig längs Masson Range och David Ranges i bergskedjan Framnes Mountains.
I Holmeviken ligger en rad ögrupper och öar, däribland Rookery Islands, Azimuth Islands och Flat Islands.
Inom området vid Horseshoe Harbour ligger den australiska forskningsstationen Mawson Station ( 67° 36' S / 62° 52' Ö).

## Historik
Holmeviken utforskades från luften i januari och februari 1937 under norske redaren Lars Christiansen. Området namngavs då "Holmevika" på grund av de många småöarna. Utifrån dessa bilder framställdes senare en karta.
1947 fastslogs det nuvarande namnet av amerikanska "Advisory Committee on Antarctic Names" (US-ACAN, en enhet inom United States Geological Survey).
Mawson Station invigdes i februari 1954 som Australiens första forskningsstation i Antarktis.
2005 utsågs området till en särskild skyddszon (ASPA, Antarctic Specially Protected Area, no. 102).